# Alice Ripper

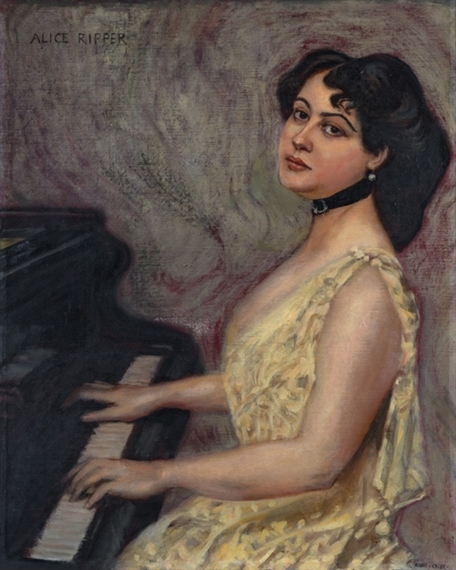
Albert von Keller - The pianist Alice Ripper at a grand piano

Alice Ripper (* 23. März 1889 in Budapest; † 19. Januar 1961 in Salzburg) war eine ungarische Pianistin.

## Leben
Ripper, die als Interpretin der Klavierwerke Franz Liszts bekannt war, studierte am Budapester Konservatorium bei István Thomán und der Pianistin und Komponistin Sophie Menter. 1903 trat sie als Solistin im Leipziger Gewandhaus auf. In Breslau debütierte sie 1906 mit der Klavierversion von Franz Liszts sinfonischer Dichtung Mazeppa. Mit Werken von Ludwig van Beethoven und Robert Schumann gab sie 1907 ein Konzert in Berlin. In den Folgejahren und auch während des Ersten Weltkrieges und danach gab sie erfolgreiche Konzerte in zahlreichen Städten Europas.
1919 wurde Ripper von dem Schweizer Maler Albert von Keller porträtiert. Die Zeit des Nationalsozialismus überstand sie, laut Angaben von Brigitte Hamann mit Unterstützung Winifred Wagners, in Wien. Auch nach 1945 trat sie als Pianistin auf. Sie wurde mit dem Titel lippe-detmoldische Kammerpianistin geehrt.